# Groß-Bieberau
Groß-Bieberau è una città tedesca di 4 782 abitanti,, situata nel Land dell'Assia.